# بردع
بَردَع (به ترکی آذربایجانی: Bərdə) شهری در شهرستان بردع کشور جمهوری آذربایجان است که در جنوب یولاخ (به ترکی آذربایجانی: Yevlax) و سمت چپ لبه رود ترتر (به ترکی آذربایجانی: Tartar) جای دارد. این شهر پایتخت آلبانیای قفقاز در گذشته بوده و گمان می‌شود که در سدۀ چهارم میلادی بنیادگذاری شده‌است. در روزگار اسلامی این شهر پایتخت اران شد و تا پایان سده دهم همچنان پایتخت کهن و کلاسیک اران ماند. جمعیت این شهر بر اساس سرشماری سال ۱۹۸۹ میلادی، ۳۰٬۹۰۸ نفر و بر اساس سرشماری سال ۲۰۰۸ میلادی، ۳۸٬۲۰۰ بوده‌است.

## ریشه‌شناسی
نام این شهر از عربی بَرْذَعَه (به عربی: برذعة، Bardhaʿa) برگرفته شده که از ارمنی کهن پارتاو (به ارمنی: Պարտաւ، Partaw) بوده‌است. گفتنی است که نام ارمنی نیز خاستگاهی از زبان‌های ایرانی دارد. چنان‌که آن را برگرفته از پیش-ایرانی پَری‌تاوَ (pari-tāva) به معنای برج و بارو است که از دو پاره *پَریـ (pari*) به معنای پیرامون و ستاک *تاوـ (tā̆v*) به معنای افکندن است.

## پیشینه

### روزگار باستان

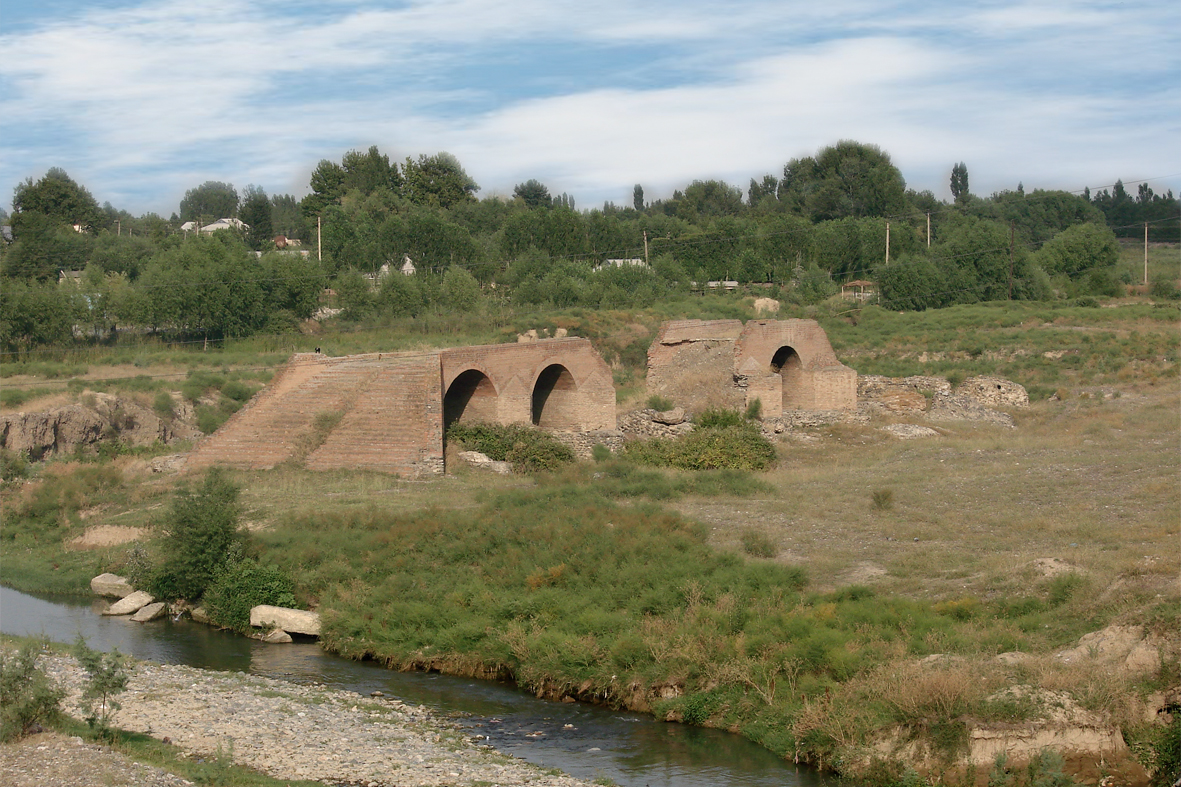
پل کهنه در برده

در سده ۴۶۰ پیش از میلاد، شاه واچه دوم (به ارمنی: Վաչե Բ) آلبانیای قفقاز زیر سلطه شاهنشاه پیروز یکم (به پهلوی: 𐭯𐭩𐭫𐭥𐭰 𐭸) ساسانی درآمد و پارتاو را به عنوان نشستگاه و پایتخت خود برگزید و به افتخار شاه ساسانی آن را پیروزآپات (به ارمنی: Պերոզապատ، Perozapat) نامید و جایگزین پایتخت پیشین آلبانیای قفقاز یعنی قبله (به ترکی آذربایجانی: Qabala) نمود. برپایه نقشه‌های سده هفتم، آشخاراتسوئیتس (به ارمنی: Աշխարհացոյց، Ashkharatsuyts)، به نوشته جغرافی‌دان و ریاضی‌دان نامور ارمنی، آنانیا شیراکاتسی (به ارمنی: Անանիա Շիրակացի، Anania Shirakatsi)، برده بانام پارتاو (Partaw) در روزگار باستان شناخته می‌شده و در بخش اوتی آراندزناک در استان اوتیک (به ارمنی: Ուտիք، Utik) جای داشته که تحت سلطه آلبانیا (و گاهی نویسندگان به عنوان استانی تحت‌الحمایه ارمنستان یاد می‌کرده‌اند) بوده‌است. در سال ۵۵۲، پارتاو به عنوان نشتسگاه جاثلیقی کلیسای آلبانیای قفقاز تبدیل گشت. در میانه سده هفتم، جوانشیر، از شاهزادگان خاندان مهران پهلوانی، که فرمانروا و سرور گاردمان (به ارمنی: Գարդման، Gardman) بود، جنبشی را برای آزادسازی ایران بانام مرزپان - که منسوخ و شکست خوده بود را - از اوتیک راه انداخت و پارتاو را به عنوان مرکز فرماندهی برگزید؛ از اینرو کلیساها و ساختمان‌های بسیاری در آن شهر ایجاد کرد. کارها و کرده‌های این سردار ایرانی در نوشته‌های تاریخ‌دان ارمنی، مُوسِس کاغانکاتواتسی (به ارمنی: Մովսէս Կաղանկատուացի، Movses Kaġankatvac’i) که از روستایی در همسایگی آن شهر بوده؛ یادداشت و ثبت شده‌است.

### قرون وسطی

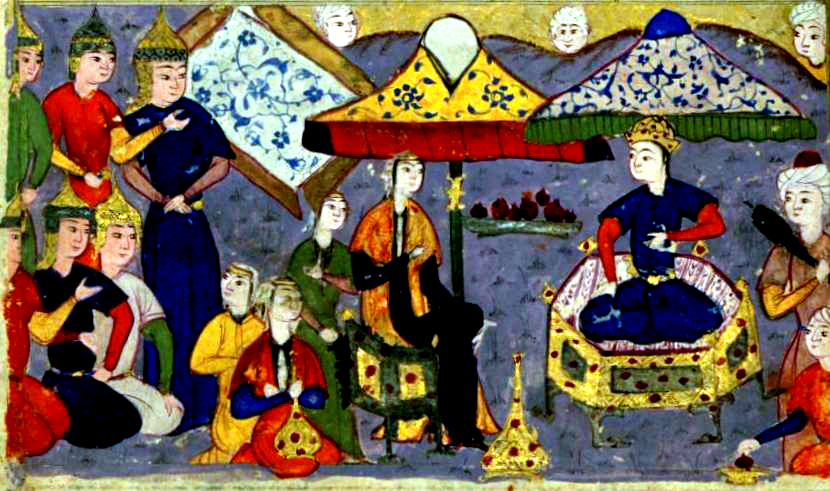
اسکندر در چادری نزدیک به برده؛ نظامی گنجوی

در نزدیکی‌های سال ۶۴۵، پارتاو به دست اعراب افتاد و بانام بَرْدَه (به عربی: بردة، Barda) یا بَرْذَعَه (به عربی: برذعة، Bardhaʿa) در زبان عربی نامور شد. تقریباً در سال ۷۸۹، در استان ارمنیه دوباره به عنوان پایتخت دیگر (پس از دوین (به ارمنی: Դուին، Dvin)) در فرمانروایی (اُستیکان(به ارمنی: ոստիկան، ostikan)) برگزیده شد. فرمانروایانش پیرامون شهر پدافندها و برج و باروهای استواری را برای مقابله با خزرهای شمالی ساخته بودند. در سال ۷۶۸، جاثلیق همه ارمنیان، سیون یکم باوناتسی (به ارمنی: Սիոն Ա Բավոնացի، Sion I Bavonats'i)، یک انجمن کلیسایی را در پارتاو دعوت کرد که ۲۴ قانون شرعی را به کمک دیگر بزرگان دینی دربارهٔ سرپرستی کلیسای ارمنیان و مسائل ازدواج را تصویب کرد. در سده‌های نهم و دهم، برده بیشتر درآمدهای اقتصادی مهمش را از دست داد و بیشتر عوایدش به شهر نزدیکش، یعنی گنجه می‌رفت؛ نشستگاه جاثلیق کلیسای آلبانیای قفقاز نیز به بارداک (برداکور) جابجا شد و شهر بیشتر به صورت اسقفی اداره می‌شد. بر پایه نوشته‌های جغرافی‌دانان مسلمان همچون استخری، ابن حاقل و المقدسی، زبان آلبانیای قفقازی (که با عنوان اَرّانی (به عربی: الرّانیة، al-Raniya) شناخته می‌شده) در روزگار اسلامی هنوز گویش‌ورانی داشته و تا سده دهم در برده بدان تلکم می‌شده‌است. از اینرو ابن حوقل زبان مردم برده را ارانی می‌خواند و استخری زبان شهرستان برده را ارانی می‌داند.
برپایه وقایع واپسین سده یازدهم؛ ماتئوس اورهایتسی (به ارمنی: Մատթեոս Ուռհայեցի، Matteos Uṛhayetsi)، تاریخ‌دان ارمنی، پارتاو را یک «شهر ارمنی» (به ارمنی: քաղաքն հայոց، kʿałakʿn Hayots) یاد می‌کند که آن را بانام پایتاکاران (به ارمنی: Փայտակարան، Pʿaytakaran) در کرانه دریای کاسپین یاد می‌کند. برخی از جغرافی‌دانان مسلمان برده را شهری پیشرفته با یک ارگ، یک مسجد (گنجینه اران در آن جای داشته)، یک دیوار گرداگرد شهر و دروازه‌هایی توصیف کرده‌اند و یک یکشنبه بازار که بانام کرکی (Keraki)، کورکی (به عربی: الکرکی، al-kuraki) می‌شناختند. واژه کرکی برگرفته از یونانی کورایکی(به یونانی: κυριακή، kuriakḗ)، به معنای روز سرور و یکشنبه است. این واژه به صورت وامواژه در ارمنی به شکل کیراکی (به ارمنی: կիրակի، kiraki) دیده می‌شود. در سال ۹۱۴، به مدت شش ماه شهر بدست روس‌ها افتاد. در ۹۴۳ چند بار دیگر روس‌ها به این سرزمین تاختند. بردعه در سده سوم هجری شهری بزرگ و آباد بود و از لحاظ عظمت به بغداد و اصفهان شباهت داشت؛ ولی در جریان حملهٔ روس‌ها به بردعه تخریب شد و جمعیت آن به یک‌دهم کاهش یافت. در حمله چنگیزخان مغول نیز این شهر و سرزمین‌های پیرامونش مورد دست‌یازی مغولان و مزدورانشان قرار گرفت و بخش بزرگی از شهر به یکباره نیست گشت. در سده چهاردهم آرامگاه احمد زچیبانا (Ahmad Zocheybana) بدست معمار احمد ابن ایوب نخچوانی (Ahmad ibn Ayyub Nakhchivani) ساخته شد. آرامگاه یادشده؛ برجی آجری استوانه‌ای بوده که با کاشی‌های فیروزه‌ای آراسته شده‌است. به‌تازگی، این آرامگاه گاهی با نام مسجد امامزاده (Imamzadeh Mosque) نیز شناخته می‌شود.

### روزگار نو
کشاورزی پیشهٔ بیشتر بومیان آن ناحیه است. اقتصاد محلی بر پایه تولید و فراوری پنبه، ابریشم، ماکیان و لبنیات بنا شده‌است. خط آتش‌بس جنگ قره‌باغ در نزدیکی غرب این سرزمین کنار رود ترتر در سال ۱۹۹۴ بسته شد.

## رویدادهای تاریخی
- خسرو دوم، واپسین شاهنشاه قدرتمند ساسانی، پارتاو را به‌عنوان پایتخت آلبانیای قفقاز یاد کرد. در درازای فرمانروایی شاهنشاهی وی، این استان ساسانی به‌دلیل همجواری با پادشاهی ایبریا همواره به خوبی حفظ و نگهداری می‌شد.
- خاندان مهران: جوانشیر، وراز تیرداد یکم و …
- فرمانروایان تازی-ایرانی: محمد ابن ابی الساج و …
- در سده‌های ۱۶ تا ۱۷ زیر سلطه ایران صفوی بوده‌است.

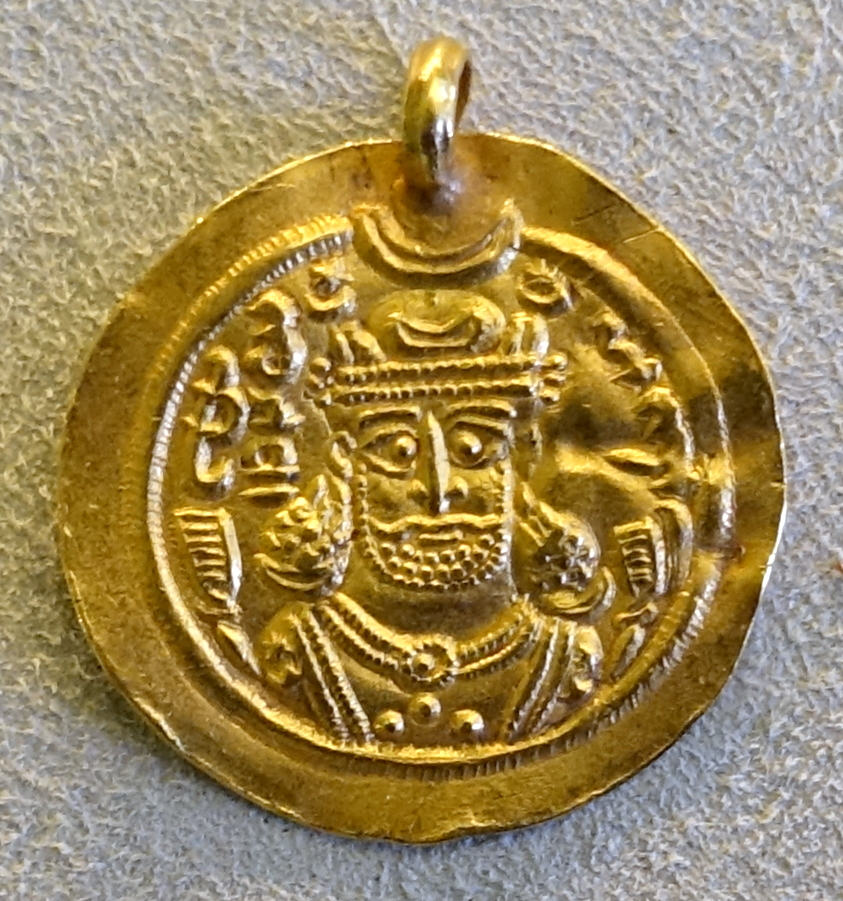
خسرو دوم
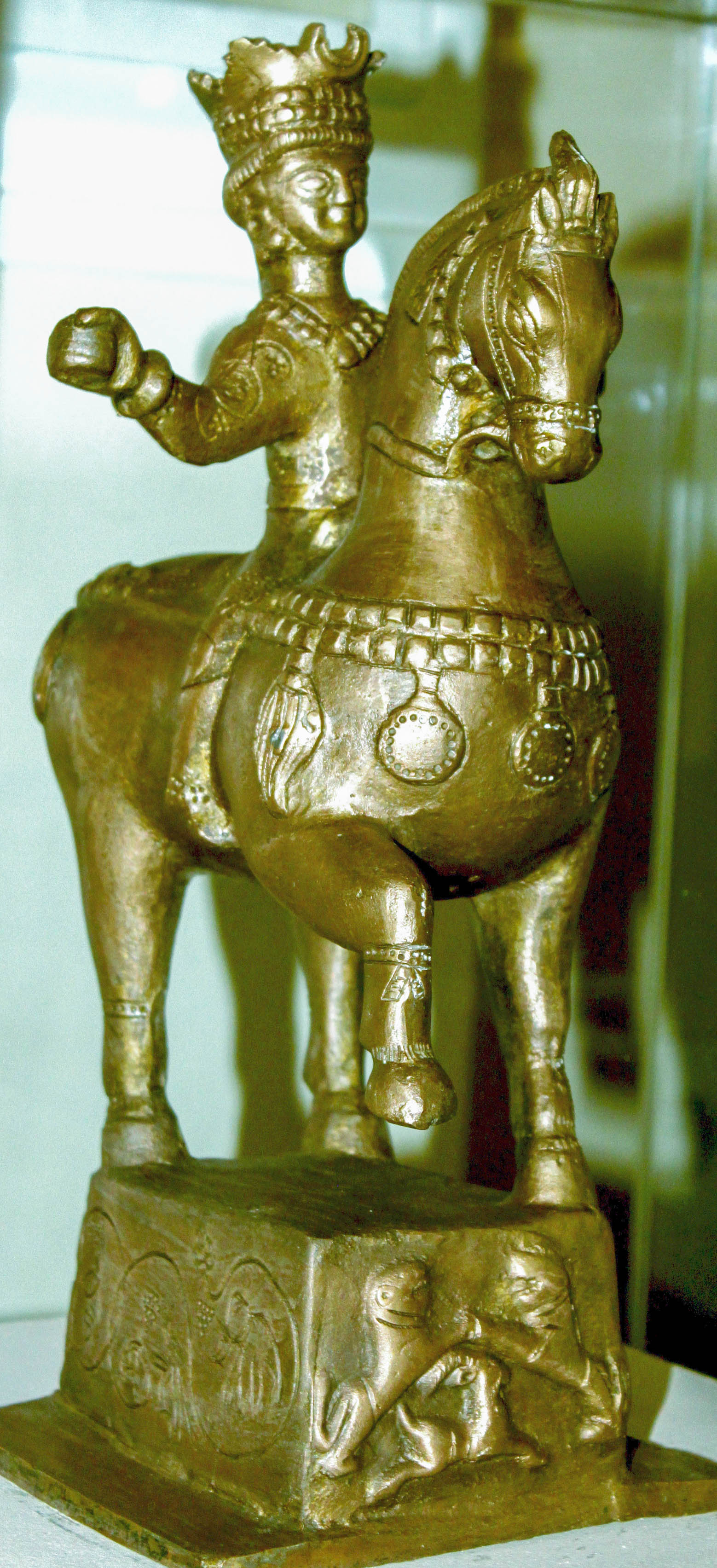
شاهزاده جوانشیر

## نگارخانه

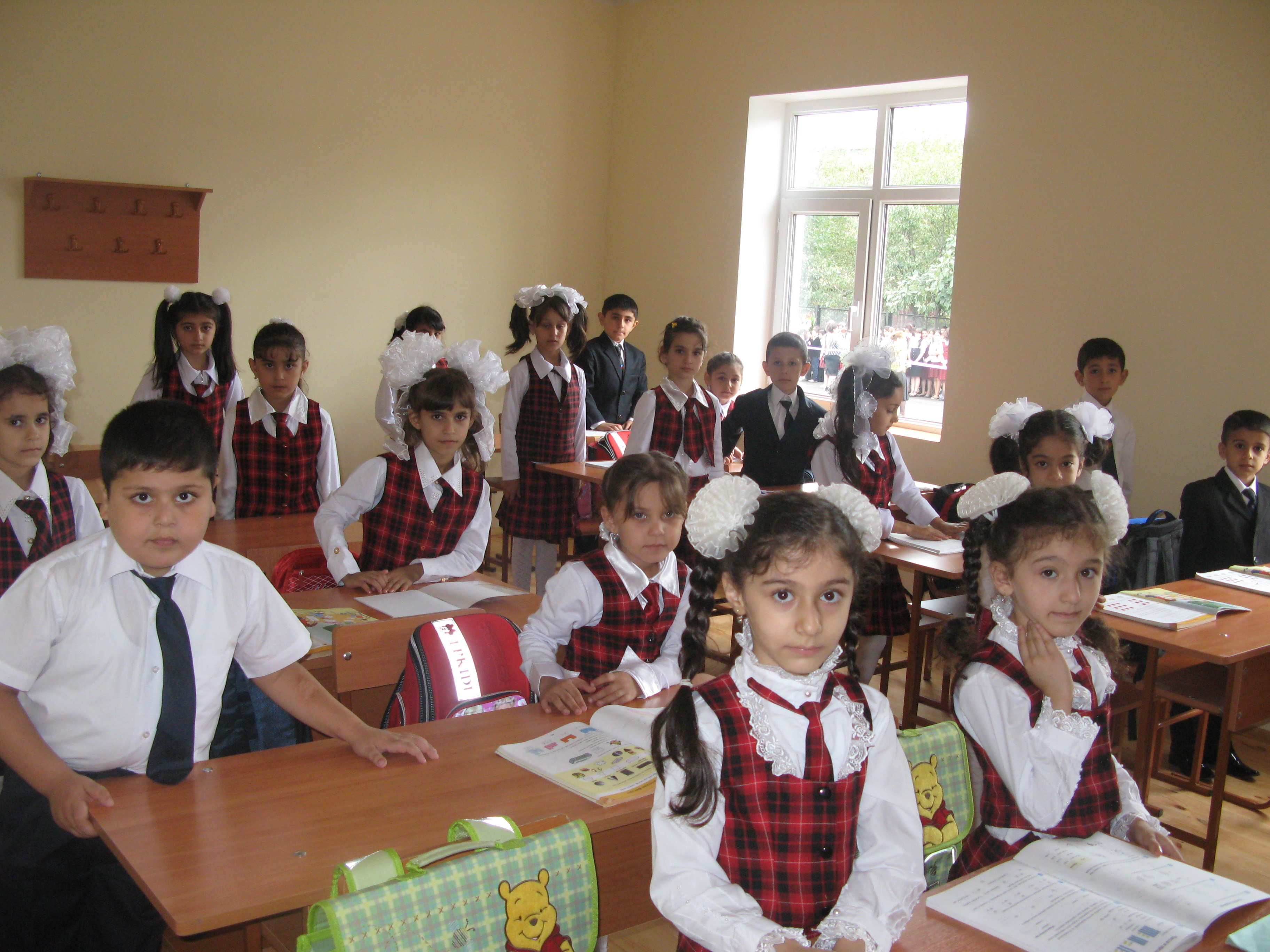